# Vía verde del Aceite
La Vía verde del Aceite, oficialmente denominada Camino Natural Vía Verde del Aceite, es una vía verde perteneciente a la Red de Caminos Naturales de España, un proyecto desarrollado por el Ministerio de Agricultura, Pesca y Alimentación, que se encarga de la recuperación de antiguar infraestructuras relacionadas con el transporte y la comunicación, que actualmente se encuentran en desuso o en estado de abandono, para su uso senderista y ciclista.
Esta vía verde surge por el reacondicionamiento del trazado de la antigua línea de ferrocarril Linares-Puente Genil, desde Jaén a Córdoba, popularmente conocido como el Tren del Aceite que unía la ruta olivarera entre ambas provincias. En un principio, el trayecto estaba dividido en dos vías verdes, una que discurría por la provincia de Jaén y otra que lo hacía por la de Córdoba, con el nombre de vía verde de la Subbética. Sin embargo, en el año 2017 los responsables de ambas infraestructuras unificaron todo el recorrido del antiguo tren bajo una misma denominación. Este camino está indicado para la práctica del senderismo y el cicloturismo.

## Localización
Este itinerario discurre a través de la antigua línea de ferrocarril del siglo XIX que comunicaba la población de Linares, en Jaén, con Puente Genil, en Córdoba, uniendo ambas provincias con una clara función comercial entre ellas.
En la actualidad, el recorrido cuenta con 128 kilómetros habilitados, que van desde Jaén hasta la estación de Campo Real, dividido en tres tramos: el tramo de Jaén al río Guadajoz, el que va desde el río Guadajoz a Moriles y, por último, el de Moriles hasta Campo Real.
El Camino Natural Vía Verde del Aceite comienza su recorrido en el complejo polideportivo Las Fuentezuelas, y termina junto a la antigua estación de Campo Real, a 6 kilómetros de Puente-Genil. El itinerario pasa por las localidades de Torredelcampo, Torredonjimeno, Martos, Alcaudete, Luque, Zuheros, Doña Mencía, Cabra, Lucena y Moriles. Desde la estación de Luque sale un ramal de 8 km que llega hasta Baena.

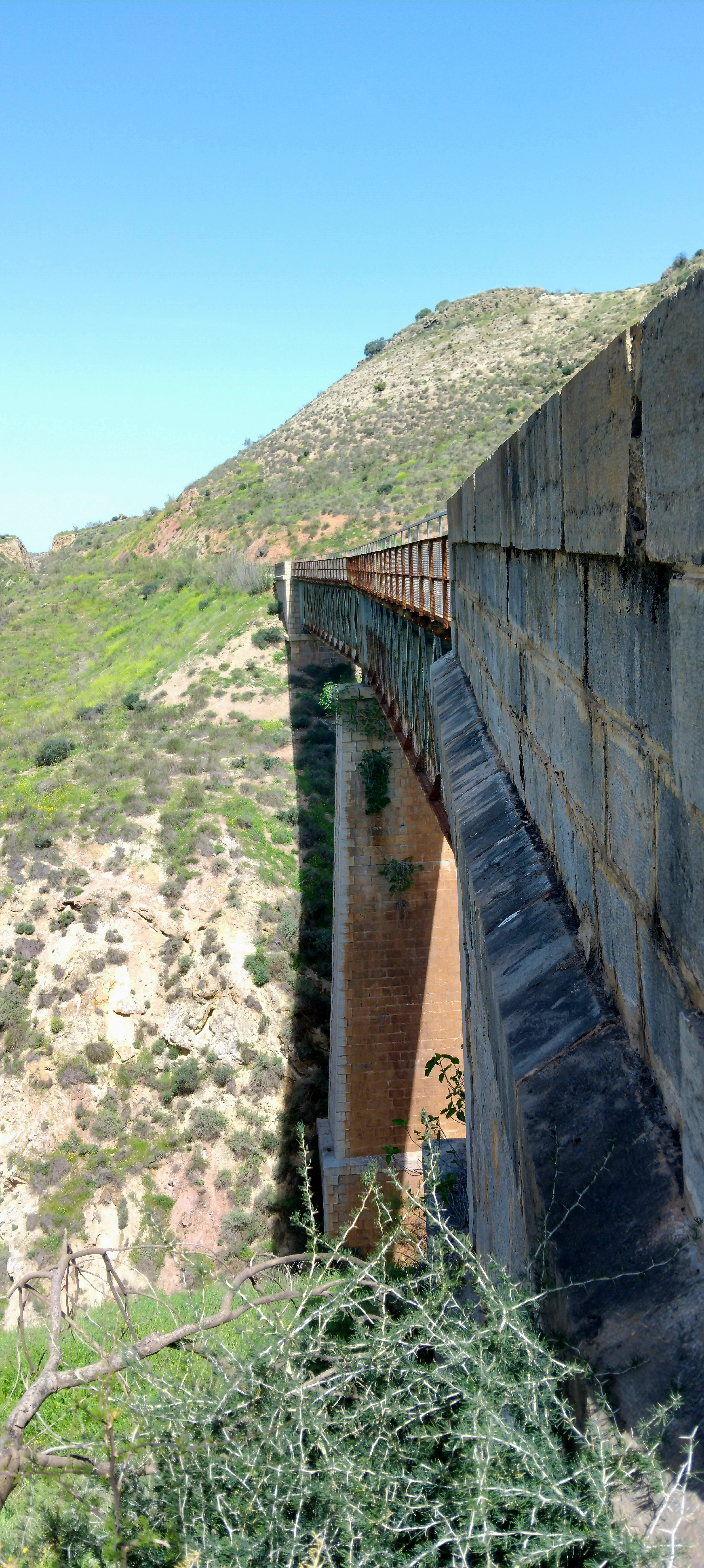
Via Verde del Aceite, cerca de Alcaudete. Abril 2025

## Historia
La línea ferroviaria Jaén - Campo Real se aprobó por ley en 1873, comenzando sus obras en 1879 por parte de la Compañía de Ferrocarriles Andaluces en base al proyecto presentado en 1876 por el malagueño Jorge Loring. En julio de 1881 se completó el tramo entre Espeluy y Jaén. En 1890 el ingeniero De la Pierre modificó el proyecto original de la vía, proyectando las estaciones y viaductos necesarios. La obra la dirigió el ingeniero Carlos Alexandre, encargándose al taller Daydé y Pile de Creil, Francia, la construcción de los viaductos metálicos y pontones. El Tren del Aceite daba salida comercial a los productos típicos de la zona, sobre todo el aceite, que viajaba a bordo de vagones cisterna hasta el puerto de Málaga. 
En 1891 se completó el tramo cordobés, comprendido entre Puente Genil y Cabra, y en 1893 se completaba hasta Jaén, concluyendo así la línea ferroviaria que partía de Linares y pasaba por Jaén, Torredelcampo, Torredonjimeno, Martos, Vado-Jaén, Alcaudete, Cabra, Lucena, y continuando hasta Campo Real. Con esta línea completada se daba salida al Puerto de Málaga a la metalurgia pesada de Linares y a los productos alimentarios de la provincia de Jaén.
La decadencia económica de España en las primeras décadas del siglo XX hizo que el estado interviniera el ferrocarril en 1936, dada la situación financiera de la empresa ferroviaria. Durante la Guerra Civil la línea sirvió de alternativa a la bombardeada Espeluy-Sevilla, perdiendo importancia al terminar la contienda.
EL 2 de julio de 1969, dada su precaria situación, RENFE realizó un estudio en el que planteaba el cierre del servicio de viajeros, la suspensión del servicio de mercancías y el desmantelamiento del tramo entre Torredonjimeno y Campo Real. No obstante, la línea todavía se mantuvo activa hasta su clausura en octubre de 1984.
Diez años después, la Diputación Provincial de Jaén puso en marcha el proyecto de recuperación del trazado desmantelado como Vía Verde, concluyendo las obras e inaugurándose en 2001.

## Descripción
Su trazado discurre a lo largo de 55 km de la antigua línea ferroviaria Jaén-Campo Real, hoy en desuso. Su firme se compone de balasto sellado mediante zahorra con doble tratamiento asfáltico. El desnivel total es de 250 m, con su punto más alto en Martos (650 m) y con una pendiente máxima del 3%.
Su uso está destinado a cicloturistas, senderistas y personas con movilidad reducida. El recorrido tiene una duración estimada de 5 horas en bicicleta. Existen 5 estaciones que se pueden encontrar a lo largo del recorrido, estas son: Torredelcampo, Torredonjimeno, Martos, Vado-Jaén (Martos), y Alcaudete, desde las cuales, junto con el complejo Las Fuentezuelas de Jaén, podemos acceder a distintas áreas de descanso.
Una de las características de esta vía verde es la cantidad de túneles, pasarelas metálicas y puentes de hierro que atraviesa, estos últimos de gran valor arquitectónico y paisajístico. Cuenta asimismo con tres casetas de guarda barreras, y una caseta de guarda agujas.

### Tramo Jaén - río Guadajoz
Esta ruta discurre por parte del trazado de tren que unía el puerto de Málaga a la provincia y a Córdoba. Era la principal ruta utilizada para dar salida a los productos de estas provincias.
Comienza en el complejo deportivo Las Fuentezuelas, en Jaén, al noroeste de la ciudad. Durante todo el trayecto el camino discurre entre olivares, Jaén es la provincia con mayor densidad de olivos del mundo. Además de los olivos, durante toda la ruta el viajero estará acompañado por el característico olor de las almazaras.
Poco después del comienzo, se pasa por el inicio de la Ruta Arqueológica de Los Torreones, un recorrido circular de 32 kilómetros que desemboca nuevamente en el Camino, y que discurre entre fortificaciones, torres, castillos y atalayas medievales. También es posible acercarse y visitar la Torre de la Aldehuela, a unos 800 metros, una fortificación de planta cuadrada de dos plantas y cubiertas con bóvedas apuntadas, y donde aún pueden verse los restos de un sistema hidráulico utilizado para el riego de los campos circundantes.
La ruta sigue hasta la estación de Torredelcampo, que cuenta con un área de descanso y continúa a través de dos túneles y dos viaductos de hierro, construidos por Daydé y Pillé, discípulos de Eiffel. Algo más adelante se encuentra el apeadero de Torredonjimeno, que también cuenta con un área de descanso, y, tras atravesar dos pasarelas y la A-306, se llega al municipio de Martos. En este punto nace otro recorrido circular de casi 31 km que discurre entre olivares, zonas de matorral mediterráneo y pequeñas aldeas o cortijos típicos de la zona, conocido como la Ruta de La Sierra de los Ahíllos, que lleva al municipio de Alcaudete y retorna al Camino Natural.
Continuando por el Camino se encuentra la estación de Vado-Jaén y una nueva área de descanso. Esta estación fue en el pasado un importante cruce de líneas férreas. Después se encuentra otro de los nueve viaductos que hay en la ruta, construido sobre el río Víboras y, junto a este, un puente medieval de un solo arco de medio punto. Tras atravesar otros dos viaductos, la ruta llega a la estación de Alcaudete, junto a la que se ha acondicionado un área de descanso.
El tramo siguiente viene presidido por la Reserva Natural Laguna Honda y la Reserva Natural de la Laguna del Chinche, las dos zonas húmedas mejor conservadas de la provincia de Jaén en las que, aunque sufren importantes fluctuaciones en su nivel hídrico a lo largo del año, pueden observarse especies tan amenazadas como la malvasía cabeciblanca (Oxyura leucocephala) o la cerceta común (Anas crecca), junto con otras más frecuentes pero igual de interesantes para los aficionados a la ornitología, como el ánade rabudo (Anas acuta), la focha común (Fulica atra), el tarro blanco (Tadorna tadorna)o, incluso, el aguilucho lagunero (Circus aeruginosus). Poco después de atravesar estas lagunas, se llega a los dos últimos viaductos de la ruta. El último de ellos atraviesa el río Guadajoz, límite natural entre las provincias de Jaén y Córdoba.
Este punto indica el final del recorrido, pues al otro lado del viaducto da comienzo, ya en tierras cordobesas, el siguiente tramo del Camino Natural vía Verde del Aceite, llamado de la Subbética.

### Tramo La Subbética
Esta ruta comienza en el viaducto del río Guadajoz, cerca del municipio de Luque, desde donde sólo se puede se puede acceder desde el Camino. Justo al inicio de la ruta se encuentran los restos de un apeadero. Algo después, se localiza la Reserva Natural Laguna del Conde o del Salobral. Esta laguna, que puede verse desde la vía, es un humedal kárstico, somero y temporal, que forma parte de una zona húmeda conocida como Lagunas del Sur de Córdoba.
En esta zona se ha instalado un observatorio que permite contemplar las abundantes aves de la laguna, como el ánade real (Anas platyrhynchos), cuchara (Spatula clypeata) y colorado (Netta rufina), fochas (Fulica atra), cormoranes (Phalacrocorax carbo) e incluso algún bando de flamencos (Phoenicopterus roseus) que encuentran su hábitat ideal en estas aguas saladas.
Al llegar a Luque, se puede descansar en su estación ferroviaria, rehabilitada y reconvertida en bar restaurante. Tras dejar la estación atrás, existe la posibilidad de tomar otra Vía Verde en dirección Baena (de 8 kilómetros).
La localidad de Luque pertenece al Parque Natural y Geoparque Mundial de las Sierras Subbéticas, un entorno que cuenta con gran diversidad de formaciones geológicas en un paisaje al que el agua ha modificado a placer, dando lugar a numerosos valles salpicados de afloramientos rocosos, dolinas, poljes y cuevas. Hábitat especialmente favorable para la nidificación de multitud de aves, entre las que destacan rapaces como el águila real (Aquila chrysaetos), y el halcón peregrino (Falco peregrinus) que, junto a las ruidosas chovas (Pyrrhocorax pyrrhocorax) y cuervos (Corvus corax) sobrevuelan al viajero durante buena parte de su recorrido. El Camino continúa desde Luque a Carcabuey, por una zona de cortados conocida como “Ruta de Las Buitreras”, por nidificar en ellas una importante colonia de buitre leonado (Gyps fulvus).
Antes de llegar a Zuheros, presidido por su castillo árabe, se encuentra una caseta de información turística. Desde la estación de Zuheros es posible visitar la cueva de los Murciélagos, monumento natural declarado bien de interés cultural. La localidad fue declarada Bien de Interés Cultural y considerada como uno de los pueblos más bonitos de España desde el año 2016.
Desde Zuheros parten algunos senderos hacia el parque patural, como el sendero del río Bailón, uno de los más atractivos por su riqueza paisajística y biodiversidad. Poco después de pasar la localidad, se atraviesa el río por un puente. Los olivos predominan en el paisaje, y en ocasiones la ruta atraviesa densas zonas de bosque mediterráneo con encinas y algarrobos.
Siguiendo la ruta se llega a la estación de Doña Mencía, también convertida en restaurante. Antes de dejar el pueblo a un lado, se pueden visitar sus bodegas de vino Montilla-Moriles o alquilar una bicicleta a pie de vía verde en el Centro Cicloturista de la subbética ubicado en un antiguo hangar. También cuenta con un área de estacionamiento de autocaravanas. Desde el Camino parten nuevos senderos que se introducen en el corazón de este parque natural. Tras la estación, el único túnel del Camino y algunos viaductos, como el viaducto de la Sima, donde pueden realizarse deportes de riesgo.
Se continúa entre olivares, desmontes y zonas de matorral mediterráneo hasta llegar al municipio de Cabra. Aquí se encuentra el inicio de la Ruta de la Sima de Cabra. Una vez se deja atrás este municipio, la ruta se aproxima a Lucena, cuya estación ha sido transformada en el Centro de Interpretación de la Artesanía y Tradiciones de Lucena, un rincón donde se muestran las costumbres y principales labores que han dado fama a esta localidad, como la alfarería, la orfebrería o los trabajos de bronce y madera, sin olvidar la cultura del aceite o las fiestas y su folclore. En la misma estación, junto a otro hangar donde hay un restaurante, también es posible visitar el Museo de la Automoción Antigua los fines de semana.
Siguiendo por el Camino, el relieve deja de ser tan escarpado y, los olivos son sustituidos por viñedos de los que se obtiene el vino de Montilla-Moriles. Así se llega a la última estación del camino, la de Moriles-Horcajo, perteneciente a la localidad Las Navas del Sepillar.
Este Camino Natural conecta con multitud de rutas que permiten al viajero hacer diferentes recorridos a pie, en bici o incluso en coche, permitiendo, además, que puedan emprenderse otros viajes como, por ejemplo, la Ruta del Califato, o la Ruta del Vino Montilla-Moriles.

### Tramo Moriles - Campo Real
Con la construcción de este último tramo, se da continuidad al Camino Natural Vía Verde del Aceite, que parte desde Jaén. El trazado discurre sobre la desaparecida línea férrea Puente Genil-Linares, que surgió con vocación minera, pero que finalmente fue el aceite de oliva el principal producto al que dio salida.
Esta ruta comienza entre el límite de los términos municipales de Moriles y Lucena. Se puede llegar al punto de inicio por la carretera A-318, por una salida a un camino de tierra aproximadamente en el punto kilométrico 29,2 cerca de unos edificios. Extensiones de olivares (Olea europaea) se pierden en el horizonte acompañados de esparragueras (Asparagus acutifolius) y herbáceas ruderales en los bordes de los caminos, y algunos pies aislados de encinas (Quercus ilex). También se pueden encontrar higueras (Ficus carica), viñas (Vitis vinifera) o membrillos (Cydonia oblonga) en algunos huertos cercanos y juncos (Juncus) en los márgenes de los arroyos.
Tras cruzar el arroyo de Fuente Romero se halla la única área de descanso de esta ruta. Continuando el Camino se cruza la carretera A-318. Los taludes excavados para el paso del ferrocarril sirven de madriguera a conejos (Oryctolagus cuniculus) visibles durante la travesía, además de perdices rojas (Alectoris rufa) y milanos reales (Milvus milvus). Si se recorre en verano, también será constante el característico sonido de las chicharras (Cicadidae).
El Camino continúa con las Sierras del Castillo y del Niño al fondo, pasando cerca de diferentes cortijos y bodegas. Tras cruzar el arroyo Navaluenga, se llega al final de la ruta, junto al apeadero de Campo Real.

### Túneles
- El Caballico: situado a escasos metros de la estación de Torredelcampo, tiene una longitud de 333 m y se encuentra en perfecto estado de conservación de todos sus elementos constructivos.
- Torredonjimeno: situado a 500 m de la estación de Torredonjimeno, tiene 165 m con trayectoria curva. Se encuentra en perfecto estado de conservación de todos sus elementos constructivos.

### Viaductos
- Arroyo de la Piedra del Águila: tiene 124 m de longitud y una altura máxima de 25 metros. Es una muestra de arte industrial moderno, construido por los ingenieros franceses discípulos de Gustave Eiffel, Daydé y Pille en 1890.
- Arroyada
- Arroyo Salado
- Arroyo del Higueral
- Río Víboras: de 224 m de longitud y una altura máxima de 80 metros. Es el más elevado del trazado.

- Arroyo Chaparral
- Arroyo de la Esponela
- Arroyo del Desjarradero
- Río Guadajoz: de 199 m y una altura de 25 m y presenta tres luces, destacando la luz central por estar soportada por pilares mixtos de obra en piedra y estructura metálica, lo que le confiere mayor esbeltez.

## Interés

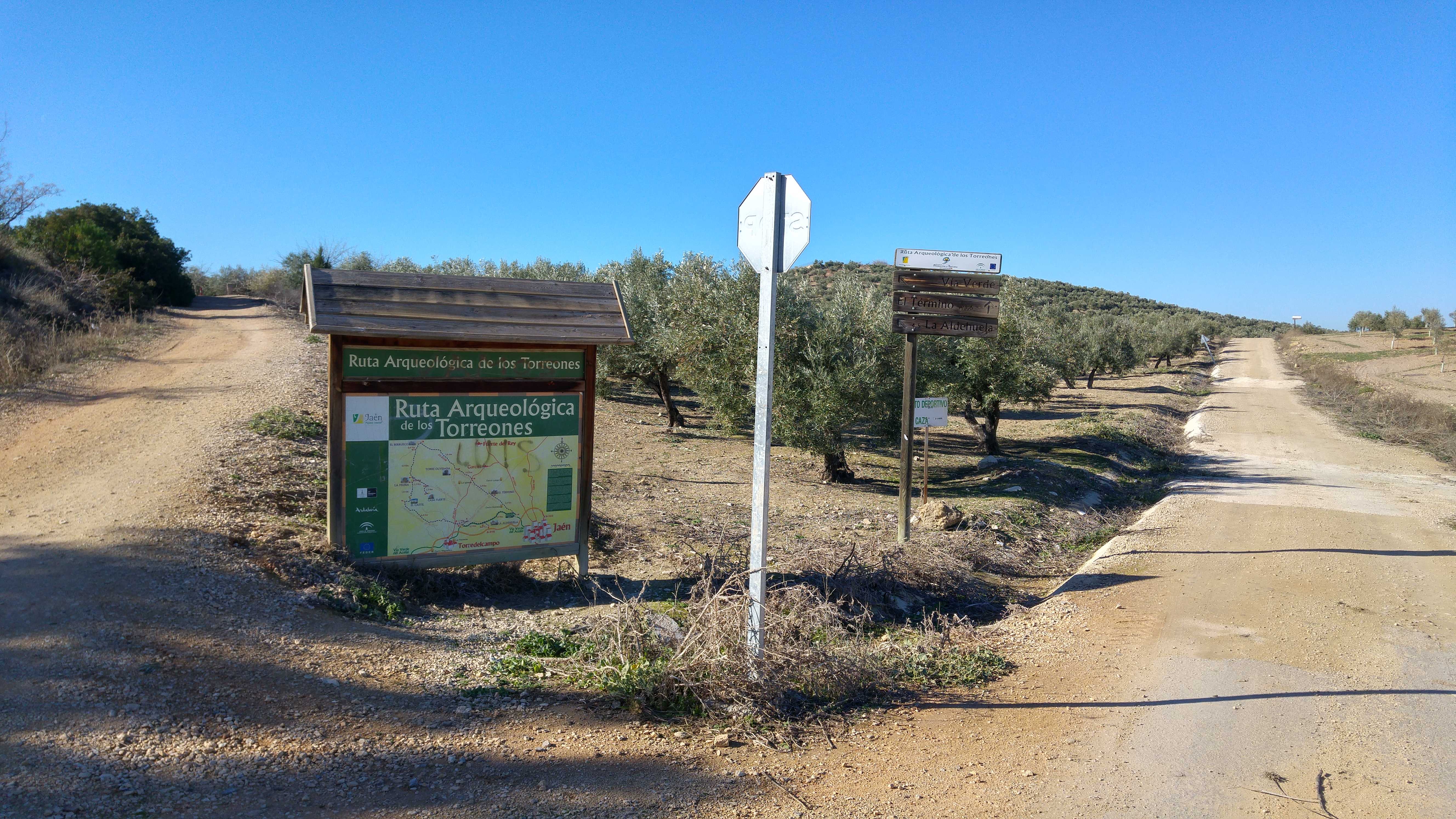
Vista del enlace de la Vía verde del Aceite a la Ruta arqueológica de los Torreones.

Además de la diversidad paisajística de las campiñas de Jaén, es posible admirar la riqueza histórica y cultural que posee esta parte de la provincia.
Desde la capital y hasta el final del recorrido, los usuarios de la vía podrán observar las muestras del paso de diferentes culturas por estas tierras, de las que cabe destacar, la Catedral de Jaén, baños árabes, templos, castillos, evocadoras ruinas, yacimientos arqueológicos, etc.
Estos municipios se encuentran enmarcados dentro de diferentes recorridos turísticos, tales como la Ruta de los Castillos y las Batallas, Ruta de la ascensión al pico Jabalcuz, Ruta de la Sierra de Ahillos y Ruta arqueológica de los Torreones.
El nombre de Vía Verde del Aceite procede de la importancia que tiene el aceite en esta zona geográfica, y también porque el tren que circulaba por esta vía era conocido como el Tren del Aceite.

## Cartografía
- Mapa militar de España: escala 1:50.000. Hojas 946, 947, 968.
- Mapa oficial de carreteras: Ministerio de Fomento.